# Rigspolitichefen
Rigspolitichefen er leder af Rigspolitiet og er den øverste ansvarlige for Dansk politi.
Rigspolitiet administrerer politiets bevillinger, og er bl.a. ansvarlig for ansættelser og forfremmelser indenfor såvel korpset af politibetjente som politiets juridiske og administrative personale.
Det er tillige rigspolitichefens opgave at føre tilsyn med cheferne for landets politikredse, politidirektørerne, og disses tilrettelæggelse af politiets arbejde.
Under sig har Rigspolitiet en række politiafdelinger såsom Færdselspolitiet, de kriminaltekniske afdelinger, Rigspolitiets Rejseafdeling, Politiskolen og i et vist omfang Politiets Efterretningstjeneste (PET).
Derudover varetager rigspolitiet administrationen af politiets centrale registre, herunder Kriminalregistret, Pas- og Kørekortregistret, cykelregistret og Centralregistret for Motorkøretøjer.

## Rigspolitichefer
Denne liste er ufuldstændig; hjælp gerne med at udfylde den.
| Nr. | Navn                         | Periode          | Periode           |
| Nr. | Navn                         | Tiltrådt         | Fratrådt          |
| --- | ---------------------------- | ---------------- | ----------------- |
| 1.  | Eigil Thune Jacobsen         | 1938             | 1941              |
| 2.  | Knud Begtrup-Hansen          | 1949             | 1952              |
| 3.  | Svend Erling Heide-Jørgensen | 1. juli 1954     | 1980              |
| 4.  | Ivar Boye                    | 1. oktober 1980  | 31. december 1999 |
| 5.  | Torsten Hesselbjerg          | 1. januar 2000   | 31. december 2008 |
| 6.  | Jens Henrik Højbjerg         | 1. februar 2009  | 1. marts 2020     |
| 7.  | Thorkild Fogde               | 1. marts 2020    | 24. august 2022   |
| 8.  | Lene Frank (konstitueret)    | 24. august 2022  | 10. februar 2023  |
| 9.  | Thorkild Fogde               | 10. februar 2023 | Nuværende         |